# Аль-Манар (исламский центр)
Исламский культурный центр Аль-Манар (с 1994 г.) — мечеть и культурная организация города Харькова.
Мечеть находится в центре г. Харькова, недалеко от станции метро «Защитников Украины», с тыльной стороны универмага «Харьков», в здании Дома Быта (известном харьковчанам как «Берёзка») на 3-м этаже. Напротив здания Дома Быта расположен дом-музей Клавдии Шульженко.
Мечеть (молитвенный зал) Аль-Манар, вмещающая примерно 500 верующих, — место, где проводят пятикратную молитву ежедневно согласно расписанию и пятничную молитву с проповедью. Во время пятничной молитвы хутба читается на арабском и русском языках.
Посетители мечети Аль-Манар — очень разные по национальности. Мечеть регулярно посещают представители арабских стран, чеченцы, татары, туркмены, таджики, узбеки, пакистанцы, африканцы, русские, украинцы, а также представители ряда других мусульманских стран. Большую их часть составляют студенты.